# 楊如溥
楊如溥（?—?），字少南，号薰野，贵州定番州（今惠水縣）人，清朝政治人物，同進士出身。
乾隆二十一年（1756年）丙子科贵州乡试第一名（解元）。乾隆二十二年（1757年）联捷丁丑科進士，三甲一百四十六名，后官教授。工古文词，著有《取靜堂文摘》。